# Melosperma
Melosperma je rod polugrmova  iz porodice trpučevki, dio je tribusa Angelonieae.
Na popisu se nalaze dvije vrste iz Čilea i Argentine. Rod je opisan u Prodromus Systematis Naturalis Regni Vegetabilis 10: 374. 1846.; Kew drugu vrstu tretira kao varijetet prve . 

## Vrste
1. Melosperma andicola Benth.; tipična vrsta
2. Melosperma angustifolia Phil.; Melosperma andicola var. angustifolia (Phil.) Rossow